# Bpmz (sittvagn)

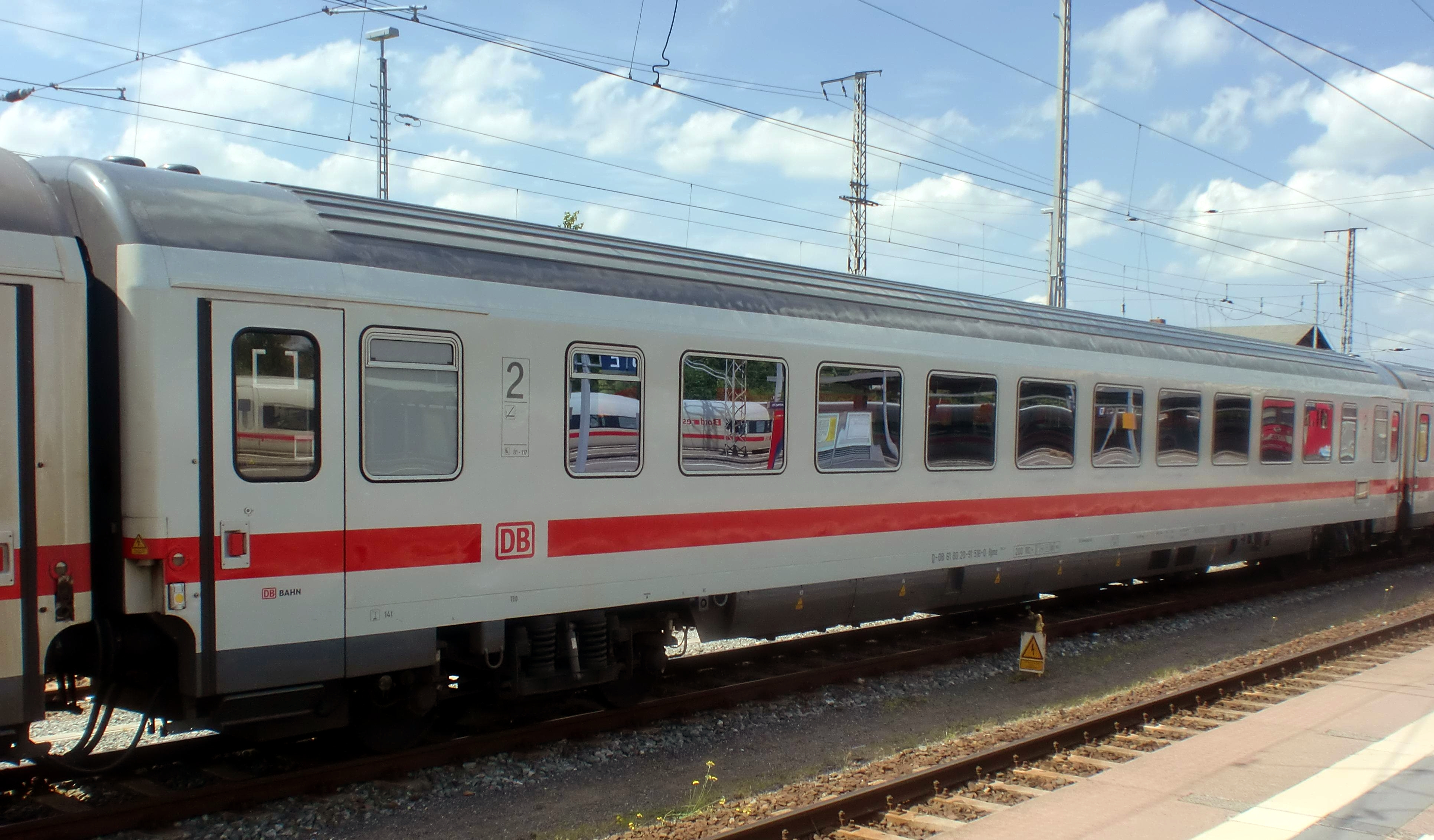
En Bpmz-vagn tillhörande Deutsche Bahn i Stralsund 2013

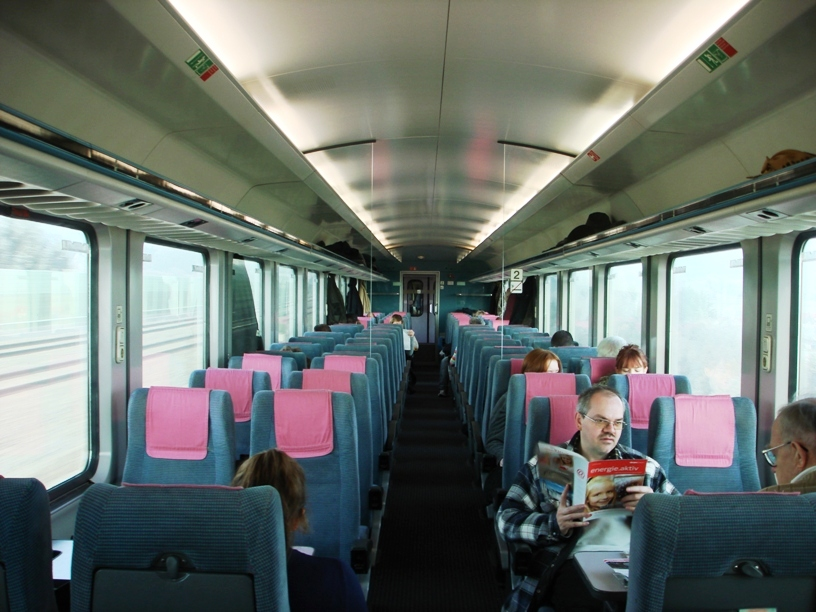
Interiören av en Bpmz-vagn tillhörande Deutsche Bahn 2007

Bpmz är en tysk fjärrtågsvagn som den tyska järnvägsförvaltningen (DB) introducerade 1979. Vagnen har en längd över stötytorna på 26,4 meter.

## Bakgrund
Under 1960-talet påbörjades leveranserna till DB av en ny generation luftkonditionerade personvagnar (sitt- och restaurangvagnar), främst till de tyska Intercity-tågen.
Under 1970-talet började DB att planera för en ny generation personvagnar. 1977 lade DB en beställning på ett antal prototypvagnar av 2 klass med luftkonditionering och beteckningen Bpmz. De skilde sig från sina 2 klass-föregångare med bland annat skjutdörrar, som även täckte det nedersta fotsteget, ej öppningsbara fönster, salongsinredning med 80 säten, luftkonditionering samt luftmanövrerade entré- och genomgångsdörrar.

## Modernisering
Under 1990-talet moderniserades vagnarna främst genom att de invändigt byggdes om genom att innerväggarna (glasfiberarmerad plast) sprutmålades i ljusgrått, samtidigt som stolarna kläddes om. De hade tidigare gula innerväggar och grönt tyg i en färgskala som härstammade från 1970-talet. Senare har ett antal vagnar fått stolarna utbytta.